# エア・バディ2
『エア・バディ2』（原題：AIR BUD: GOLDEN RECEIVER）は、アメリカ合衆国とカナダの合作による映画作品。テレビ東京で放送された時の邦題は『天才アメフト犬バディ・幸せのタッチダウン』。

## キャスト
| 役名                     | 俳優                       | 日本語吹替 | 日本語吹替 |
| 役名                     | 俳優                       | ソフト版   | 機内上映版 |
| ------------------------ | -------------------------- | ---------- | ---------- |
| ジョッシュ・フラム       | ケヴィン・ゼガーズ         | 亀井芳子   | 高山みなみ |
| ナターリャ               | ノーラ・ダン               | 火野カチコ |            |
| ジャッキー・フラム       | シンシア・スティーヴンソン | 相沢恵子   | 土井美加   |
| パトリック・サリバン先生 | グレゴリー・ハリソン       | 田中正彦   | 安原義人   |
| ポポフ                   | ペリー・アンジロッティ     | 辻親八     | 牛山茂     |
| トム・スチュワート       | シェイン・ソルバーグ       | 喜田あゆ美 | 亀井芳子   |
| ジミー・ファネリ         | ロバート・コスタンゾ       | 広瀬正志   | 小林修     |
| フィル                   | ディック・マーティン       |            | 中博史     |
| フレッド・デイビス       | ティム・コンウェイ         |            | 稲葉実     |
| アンドレア・フラム       | アリソン・マクラーレン     | 桑島美由生 |            |
| コール・パワーズ         | コリー・フライ             | 鈴木正和   |            |
| ウィーブル               | ジェイソン・アンダーソン   | 小野塚貴志 |            |
| 校長先生                 | スザンヌ・リスティク       | 津田真澄   |            |

- ソフト版

その他吹き替え - 佐藤晴男、中川和恵、壱智村小真、浅井晴美、中國卓郎、飯島肇
制作スタッフ - 演出：田島荘三、翻訳：笹部祐三子、調整：VOX、プロデューサー：住母家美和（オンリー・ハーツ）、制作担当：多部博之、制作：コスモプロモーション
- 機内上映版 - Amazon Prime Videoで配信